# 북부도서관 (부천시)
북부도서관은 경기도 부천시에 있는 도서관이다.

## 연혁
- 1999.06.01 북부도서관 개관(원미구 도당동)
- 2000.03 시립도서관 도서관리 통합시스템 및 전자정보실 구축
- 2000 시립도서관 홈페이지 구축 (www.bcl.go.kr)
- 2000~2001 경기도 공공도서관 평가 '최우수도서관' 선정(2년연속)
- 2002~2004 작은도서관 설립 및 운영지원 (도란도란어린이도서관 등 11개소)
- 2004.03.24 한국도서관협회 주관 『한국도서관상』수상
- 2004.12.16 '국회도서관'과 학술정보 상호협력협정체결
- 2007.11 문화관광부 주관 작은 도서관 운영 "전국 최우수 기관" 선정
- 2009 국립중앙도서관 주관'공공도서관 협력업무 최우수기관' 선정
- 2010.04 대학도서관과의 자료공유협약체결(가톨릭대학교 중앙도서관)
- 2011.02 2010년 경기도 공공도서관 평가 협력부문 "우수도서관" 선정
- 2011.09.19 행정기구개편 및 지식정보센터로 승격
- 2012.06 대학도서관과의 자료공유협약체결(서울신학대학교 도서관)
- 2013.10 통합 도서관리 정보시스템 구축 (32개 기관)

## 시설현황
- 3층: 시청각실, 문화행사실, 휴게공간, 도시락방, 동아리방, 보존서고, 부천시청소년상담복지센터 오정분소, 부천시 비정규직근로자지원센터
- 2층: 제1열람실(일반), 제2열람실(남학생), 제3열람실(여학생), 전자정보실, 휴게실, 보존서고
- 1층: 종합자료실/다문화자료실, 아동실/예술자료실, 사무실, 안내실
- 지하1층: 기전실/기계실

## 이용 안내
이용 시간
- 자료실: 평일 09:00~18:00(기타자료실) 09:00~22:00(종합자료실) / 토·일요일 09:00~17:00
- 열람실: 매일 07:00~22:00

휴관일
- 매주 월요일
- 일요일을 제외한 법정공휴일(단, 국경일이 일요일인 경우 휴관)